# بيتر أريكسون (لاعب هوكي الجليد)
بيتر أريكسون (بالسويدية: Peter Eriksson)‏ هو لاعب هوكي الجليد سويدي، ولد في 12 يوليو 1965 في كرامفوش ‏ في السويد.

## وصلات خارجية
- بيتر أريكسون على موقع دوري الهوكي الوطني (الإنجليزية)
- بيتر أريكسون على موقع قاعة مشاهير الهوكي (لاعب أن.إتش.أل) (الإنجليزية)
- بيتر أريكسون على موقع EliteProspects.com (الإنجليزية)
- بيتر أريكسون على موقع Eurohockey.com (الإنجليزية)
- بيتر أريكسون على موقع HockeyDB.com (الإنجليزية)
- بيتر أريكسون على موقع Hockey-Reference.com (الإنجليزية)
- بيتر أريكسون على موقع أوليمبيديا (الإنجليزية)
- بيتر أريكسون على موقع اللجنة الأولمبية السويدية (السويدية)